# Le Diable au corps (Radiguet)
Pour les articles homonymes, voir Le Diable au corps.
 (mai 2025).
Le Diable au corps est un roman français de Raymond Radiguet paru en mars 1923 aux éditions Bernard Grasset.
Ce roman raconte l'histoire d'amour entre un garçon et une jeune femme tandis que le mari de cette dernière se bat sur le front durant la Première Guerre mondiale. Cette œuvre marque les esprits par le sens de la formule de son auteur, et surtout le mythe qui l'entoure, Raymond Radiguet, âgé alors de 19 ans, mourant quelques mois après la parution. L'ouvrage aborde des thèmes tels que l'adolescence, la passion, la trahison, le scandale, la parentalité, l'adultère, les doutes amoureux.

## Résumé
Alors que la Première Guerre mondiale bat son plein, Marthe (18 ans), mariée à un soldat (Jacques), se lie d’amour avec le narrateur, un lycéen de 15 ans, trop jeune pour être mobilisé.
Il s'ensuit une idylle entre les deux personnages, perturbée par l'entourage et le comportement exigeant et possessif de l'adolescent, beaucoup trop jeune pour entrer dans la logique d'une liaison suivie.

## Analyse
Autour de cette intrigue, l'auteur a voulu peindre le cycle de la vie dans ces bornes que sont l'enfance et la maturité. On peut cependant y voir également l'expression du risque que court la société en se livrant à toutes sortes de calculs à des fins proprement égoïstes. Voilà une adolescence meurtrie par l'ennui provoqué par quatre années de guerre. On assiste à la désorganisation de la cellule familiale, à la déstabilisation des institutions et surtout à l’indifférence aux autres face à un égoïsme qui s’enracine dans l’indifférence aux institutions sociales.
Le ton désabusé et cynique de Radiguet n'est pas sans évoquer une forme de « gidisme », présent notamment dans L'Immoraliste. La lucidité et la justesse de l'analyse rapprochent encore ce roman de la grande tradition moraliste (de Madame de La Fayette à Stendhal). L'influence de Jean Cocteau n'est bien entendu pas à négliger, mais Radiguet, de son côté écrit et publie des articles, des contes et des poèmes depuis janvier 1918 — précoce donc, mais sous l'influence d'abord de son milieu, car il est le fils d'un illustrateur humoriste très célèbre, Maurice Radiguet. Le roman porte le même titre qu'un célèbre ouvrage érotique d'Andréa de Nerciat (1803), publié sous le manteau depuis sa parution.
C'est le premier roman de Raymond Radiguet (1903-1923), publié quelques mois avant sa mort. L'auteur, qui insistait sur le caractère délibérément fictif de toute entreprise romanesque réussie, nie, après parution, que le roman ait une quelconque dimension autobiographique. Toutefois, à l'âge de 14 ans, l'auteur entretient une liaison avec Alice Saunier, âgée de 23 ans, une voisine de ses parents qui donne des cours à domicile, et dont le fiancé est parti au front, liaison dont il s'est inspiré pour son roman.
Le narrateur ne porte pas de nom dans le roman, Radiguet envisageait de l'appeler François selon ses brouillons. C'est le prénom qu'il portera dans l'adaptation cinématographique de 1947 : Le diable au corps.
Deux villes sont désignées par J… et F… dans le roman.
Il s'agit probablement de Joinville-le-Pont et Saint-Maur-des-Fossés.
Le narrateur habitait F… (Radiguet était né à Saint-Maur-des-Fossés), et Marthe habitait J… 
"Nous habitions à F…, au bord de la Marne."..."Marthe habitait J… ; sa rue descendait jusqu’à la Marne."
Et la ligne de la Bastille est mentionnée.

## Réception

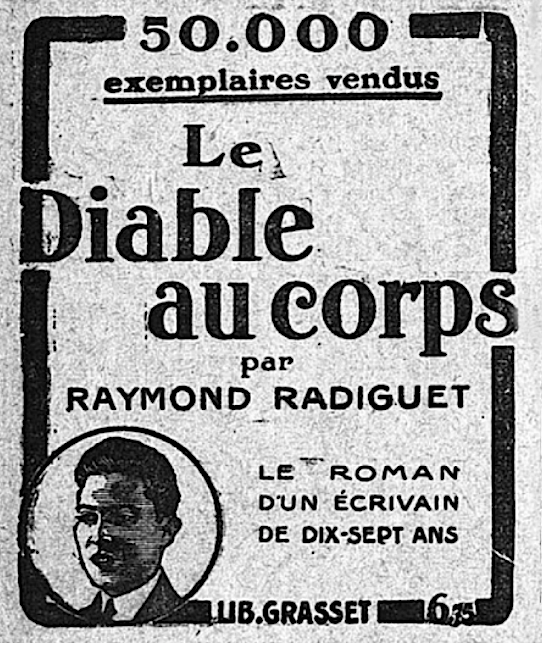
Réclame publiée dans L'Action française (12 avril 1923) — BNF.

Lancé en mars 1923, l'ouvrage bénéficie d'un effet de scandale dans la presse : le summum est atteint en avril-mai suivant. Aucun journal n'oublie d'en parler. L'éditeur lance une intense campagne de publicité à coup de réclames insérées entre autres dans les journaux : parmi ces effets publicitaires, l'auteur figure comme ayant « 17 ans » et les ventes annoncées le 12 avril sont de 50 000 exemplaires.
Dès l'introduction du roman, les « quatre ans de grandes vacances » suscitent une levée de boucliers de la part des anciens combattants tout puissants dans l'opinion de l'époque, moins de cinq ans après l'armistice :

« Je vais encourir bien des reproches. Mais qu’y puis-je ? Est-ce ma faute si j’eus douze ans quelques mois avant la déclaration de la guerre ? Sans doute, les troubles qui me vinrent de cette période extraordinaire furent d’une sorte qu’on n’éprouve jamais à cet âge ; mais comme il n’existe rien d’assez fort pour nous vieillir malgré les apparences, c’est en enfant que je devais me conduire dans une aventure où déjà un homme eût éprouvé de l’embarras. Je ne suis pas le seul. Et mes camarades garderont de cette époque un souvenir qui n’est pas celui de leurs aînés. Que ceux qui déjà m’en veulent se représentent ce que fut la guerre pour tant de très jeunes garçons : quatre ans de grandes vacances. »

La publication du Diable au corps provoqua un grand scandale, car il postulait la guerre comme condition même du bonheur des amants et portait atteinte au respect sacré dû au soldat. La mort prématurée de l'auteur à l’âge de 20 ans contribua probablement à l'élaboration d'un mythe jamais démenti autour de ce roman. L'éditeur Grasset, qui orchestra savamment le lancement de ce qu'il annonçait comme un chef-d'œuvre d'un très jeune auteur (notamment une bande-annonce projetée lors des actualités cinématographiques s'ouvrant sur la phrase « Le plus jeune romancier de France » et montrant l'auteur signant son contrat pour son premier roman), reçut la faveur du public sur fond de ce scandale, la presse n'hésitant pas à donner à Radiguet le sobriquet de « Bébé Cadum de la littérature ».

## Adaptations
Le caractère très libre et sulfureux du film Le Diable au corps de Claude Autant-Lara, en 1947, avec Gérard Philipe et Micheline Presle, provoqua également un scandale, lors de sa sortie.
En 1986  est sorti  Diavolo in corpo, de Marco Bellocchio.